# Aspettavo solo te
Aspettavo solo te è un singolo della cantante italiana Baby K, pubblicato il 15 dicembre 2017 come secondo estratto dal terzo album in studio Icona.

## Descrizione
Il brano rappresenta un'ulteriore distacco dalle sonorità hip hop affrontate agli esordi. La cantante ha presentato il singolo attraverso la seguente dichiarazione:

## Video musicale
Il video, diretto da Mauro Russo, è stato reso disponibile il 19 dicembre 2017 attraverso il canale YouTube della cantante.

## Tracce
1. Aspettavo solo te – 3:08